# Wernerius spicatus
Pour les articles homonymes, voir Wernerius et Spicatus.
Espèce
Synonymes
- Vaejovis spicatus Haradon, 1974

Wernerius spicatus est une espèce de scorpions de la famille des Vaejovidae.

## Distribution
Cette espèce est endémique de Californie aux États-Unis. Elle se rencontre dans le comté de Riverside dans les montagnes Little San Bernardino et le parc national de Joshua Tree.

## Description
La femelle holotype mesure 17,30 mm et la femelle paratype 16,10 mm.
Le mâle décrit par Sissom en 1993 mesure 15,90 mm.

## Systématique et taxinomie
Cette espèce a été décrite sous le protonyme Vaejovis spicatus par Haradon en 1974. Elle est placée dans le genre Wernerius par Soleglad et Fet en 2008.

## Publication originale
- Haradon, 1974 : « Vaejovis spicatus: a new scorpion from California (Scorpionida: Vaejovidae). » Pan-Pacific Entomologist, vol. 50, no 1, p. 23-27 (texte intégral).